# 魔克拉-姆邊貝
魔克拉姆邊貝（Mokele-mbembe，亦写作mokèlé-mbèmbé）是一種據說棲息在剛果河流域沼澤的巨大的神秘生物。「魔克拉姆邊貝」這個字是由林加拉語（Lingala language）來的，意思為「可以阻斷水流的生物」。
這種生物存在與確認與否在主流科學家、當地的俾格米人、創造論者與神祕動物學學者之間爭論很長的一段時間。魔克拉姆邊貝讓人懷疑牠們可能是殘有的蜥腳下目（恐龍），然而這個論點幾乎並沒有受到科學家的支持與接受。魔克拉姆邊貝也是最著名的神祕動物之一，與大腳、雪人及尼斯湖水怪一樣。

## 目擊
魔克拉姆邊貝的正確目擊時間並沒有明確的數字，俾格米人是在河上捕魚、划船時突然看見。當地人多半描述魔克拉姆邊貝身體龐大，脖子很長，頭像鱷魚，鼻孔還會噴氣；有些還有硬棘，可以把獨木舟撞翻。當地人說魔克拉姆邊貝是草食性。
儘管如此，很少有人說有看到魔克拉姆邊貝的全身，看到的時機多半是天色昏暗看不清楚、躲在水裡、看到拔腿就逃等，這點加深批評人士對魔克拉姆邊貝是謊言、傳說、誤認的看法。

## 推論
魔克拉姆邊貝有可能是非洲森林象被誤認，大象潛入水中渡河時，背部、鼻子露出水面，鼻子從遠處看被認為是魔克拉姆邊貝的脖子，大象也會在水中呼叫其他同伴，這個聲音被當作是怪物的叫聲，這個說法目前是最普及的解釋。另外，鱷魚、蟒蛇也有被誤看的可能。
較牽強的說法是，魔克拉姆邊貝是尚未絕種的恐龍。長脖子的恐龍中最符合的就是腕龍，喀麥隆北部曾出土過類似腕龍的化石，但小了一號，有些科學家將它稱為歐羅巴龍，認為牠是腕龍在島嶼上的獨立分割物種，因為沒有滅絕所以潛藏在森林中因而適應了這裡的環境。

## 相關節目
國家地理頻道的怪物獵人節目曾以「非洲沼澤怪物」為主題尋找魔克拉姆邊貝，但沒有結果。主持人在節目尾聲表示魔克拉姆邊貝可能是非洲森林象。

## 外部連結
- Mokele-Mbeme